# Stazione di Pracchia (FAP)
Stazione di Pracchia vasútállomás Olaszországban, Pistoia településen.

## Vasútvonalak
Az állomást az alábbi vasútvonalak érintik:
- Alto Pistoiese-vasútvonal

## Kapcsolódó állomások
A vasútállomáshoz az alábbi állomások vannak a legközelebb:
- Stazione di Pontepetri